# Iryna Petrenková
Iryna Petrenková, rodným jménem Varvynecová (* 4. července 1992 Mochnatyn), je ukrajinská biatlonistka, stříbrná medailistka z ženské štafety na Mistrovství světa v biatlonu 2017 v rakouském Hochfilzenu.
Ve světovém poháru dokázala individuálně skončit nejlépe sedmá ve vytrvalostním závodu v norském Oslu v sezóně 2014/2015. Spolu s Ukrajinkami Julijí Džymovou, Valj Semerenkovou a Olenou Pidhrušnou dokázala během podniku světového poháru v německém Ruhpoldingu v sezóně 2015/2016 zvítězit v ženské štafetě.

## Výsledky

### Olympijské hry a mistrovství světa
Varvynecová se dosavadně účastnila tří Mistrovství světa v biatlonu a to ve finském Kontiolahti, v norském Oslu a v rakouském Hochfilzenu. Jejím nejlepším výsledkem v závodech jednotlivců bylo 9. místo z vytrvalostního závodu v Oslu v roce 2016. V týmovém závodě dokázala získat s ženskou štafetou stříbrné medaile na šampionátu v Hochfilzenu.
| Sezóna  | D   | Místo                | SP  | SZ  | HZ  | IZ  | ŠT  | SŠT | SZD | Věk    |
| ------- | --- | -------------------- | --- | --- | --- | --- | --- | --- | --- | ------ |
| 2014/15 | MS  | Kontiolahti          | 37. | 26. | –   | 36. | 6.  | –   | ×   | 22 let |
| 2015/16 | MS  | Oslo                 | 13. | 14. | 16. | 9.  | 5.  | –   | ×   | 23 let |
| 2016/17 | MS  | Hochfilzen           | –   | –   | –   | 20. | 2.  | –   | ×   | 24 let |
| 2017/18 | ZOH | Pchjongčchang        | 73. | –   | –   | –   | 11. | 7.  | ×   | 25 let |
| 2021/22 | ZOH | Peking               | 40. | 55. | –   | 11. | 7.  | –   | ×   | 29 let |
| 2023/24 | MS  | Nové Město na Moravě | 19. | 45. | –   | –   |     | 7.  | –   | 31 let |
| 2024/25 | MS  | Lenzerheide          | 70. | –   | –   | –   | –   | 8.  | –   | 32 let |

Poznámka: Výsledky z olympijských her se do hodnocení světového poháru nezapočítávají; výsledky z mistrovství světa se dříve započítávaly, od mistrovství světa v roce 2023 se nezapočítávají.

### Mistrovství Evropy
| Sezóna  | A  | Místo                | SP  | SZ  | IZ  | ŠT | SŠT | SZD | Věk    |
| ------- | -- | -------------------- | --- | --- | --- | -- | --- | --- | ------ |
| 2013/14 | ME | Nové Město na Moravě | 20. | 17. | 9.  | 6. | –   | –   | 22 let |
| 2014/15 | ME | Otepää               | 8.  | 2.  | 20. | 1. | –   | –   | 23 let |
| 2016/17 | ME | Dušníky              | DNS | –   | –   | –  | –   | 4.  | 24 let |
| 2017/18 | ME | Ridnaun              | 1.  | 2.  | 5.  | –  | 1.  | –   | 25 let |
| 2020/21 | ME | Dušníky              | 14. | DNS | 5.  | –  | 3.  | –   | 28 let |
| 2023/24 | ME | Brezno-Osrblie       | 12. | 12. | –   | –  | –   | –   | 31 let |

### Juniorské šampionáty
| Sezóna  | A   | Místo          | SP  | SZ  | IZ  | ŠT | SŠT | Věk    |
| ------- | --- | -------------- | --- | --- | --- | -- | --- | ------ |
| 2011/12 | MEJ | Brezno-Osrblie | 2.  | 1.  | 10. | –  | 3.  | 20 let |
| 2011/12 | MSJ | Kontiolahti    | 18. | 7.  | 4.  | 3. | –   | 20 let |
| 2012/13 | MEJ | Bansko         | 5.  | 8.  | 15. | 3. | –   | 21 let |
| 2012/13 | MSJ | Obertilliach   | 23. | 13. | 13. | 2. | –   | 21 let |

## Vítězství v závodech světového poháru

### Kolektivní
| Č. | sezóna    | datum          | místo               | disciplína |
| -- | --------- | -------------- | ------------------- | ---------- |
| 1. | 2015/2016 | 17. ledna 2016 | Ruhpolding, Německo | štafeta    |